# Équipe de Belgique de football en 2014
Maillots
Chronologie
Saison précédente Saison suivante
L'équipe de Belgique de football participe en 2014 à sa douzième phase finale de Coupe du monde dont cette édition se tient au Brésil du 12 juin au 13 juillet et dispute en outre la première partie des éliminatoires du Championnat d'Europe 2016.

## Objectifs
Après 12 années d'absence à ce stade de la compétition, l'objectif modeste des Diables Rouges est d'accéder au second tour, la phase à élimination directe. Bien commencer les éliminatoires du Championnat d'Europe 2016 est également essentiel afin de s'assurer une qualification la plus aisée possible, là aussi après une très longue absence de 16 ans. Vu que le nombre de participants passe de 16 à 24 équipes, les deux premiers de chaque groupe ainsi que le meilleur troisième sont en effet directement placés.

## Résumé de la saison
Les matchs amicaux de préparation sont dans un premier temps décevants: une défaite (0-2) contre la Colombie, suivie d'une autre (2-3) contre le Japon et d'un nul contre la Côte d'Ivoire (2-2). Les trois suivants sont plus encourageants, avec trois victoires contre le Luxembourg (5-1), en Suède (0-2) et contre la Tunisie (1-0).
Malgré un niveau de jeu qualifié de décevant par une partie de la presse, la Belgique passe le premier tour après trois victoires contre l'Algérie (2-1, après avoir été menée 1-0), la Russie (1-0, grâce à un but à la 88e minute) et la Corée du Sud (1-0),. Se basant sur une défense solide, les Diables peinent à marquer, le faisant à chaque fois en deuxième mi-temps. Ils affrontent les États-Unis en huitième de finale. Ils dominent mais doivent attendre les prolongations pour marquer deux buts par Kevin De Bruyne et Romelu Lukaku. Le score final est de (2-1), et ils atteignent les quarts de finale pour la deuxième fois depuis 1986. Les Belges jouent contre l'Argentine. Ils encaissent un but dès la 8e minute et n'arrivent pas à revenir. Le score reste donc de (1-0) et la Belgique est éliminée de la compétition,.

## Bilan de l'année
Si l'accession aux quarts de finale de la Coupe du monde peut être considérée comme une réussite, eu égard aux objectifs de départ, elle laisse tout de même un goût de trop peu tant la rencontre face à l'Argentine semblait accessible aux Belges, ce qui pousse ceux-ci à revoir leurs ambitions à la hausse pour l'Euro qui se profile. Un Euro pour lequel les Diables Rouges gardent toutes leurs chances de qualification, pointant en deuxième place du groupe B avec 5 points sur 9 à l'issue de cette année.
En outre, le parcours des Belges leur permettent d'accéder à la 4e place du classement mondial de la FIFA, la meilleure position jamais atteinte jusqu'alors.

### Coupe du monde 2014

#### Phase de groupes (Groupe H)
|   | Équipe       | Pts | J | G | N | P | BP | BC | Diff |
| 1 | Belgique     | 9   | 3 | 3 | 0 | 0 | 4  | 1  | 3    |
| 2 | Algérie      | 4   | 3 | 1 | 1 | 1 | 6  | 5  | 1    |
| 3 | Russie       | 2   | 3 | 0 | 2 | 1 | 2  | 3  | -1   |
| 4 | Corée du Sud | 1   | 3 | 0 | 1 | 2 | 3  | 6  | -3   |

#### Phase à élimination directe
|  | Huitièmes de finale      | Huitièmes de finale        |           |                        | Quarts de finale       | Quarts de finale      |   |  | Demi-finales               | Demi-finales               |  |  | Finale                      | Finale                      |
|  | Huitièmes de finale      | Huitièmes de finale        |           |                        | Quarts de finale       | Quarts de finale      |   |  | Demi-finales               | Demi-finales               |  |  | Finale                      | Finale                      |
|  |                          |                            |           |                        |                        |                       |   |  |                            |                            |  |  |                             |                             |
|  | 28 juin à Belo Horizonte | 28 juin à Belo Horizonte   |           |                        | 4 juillet à Fortaleza  | 4 juillet à Fortaleza |   |  | 8 juillet à Belo Horizonte | 8 juillet à Belo Horizonte |  |  | 13 juillet à Rio de Janeiro | 13 juillet à Rio de Janeiro |
|  | 28 juin à Belo Horizonte | 28 juin à Belo Horizonte   |           |                        | 4 juillet à Fortaleza  | 4 juillet à Fortaleza |   |  | 8 juillet à Belo Horizonte | 8 juillet à Belo Horizonte |  |  | 13 juillet à Rio de Janeiro | 13 juillet à Rio de Janeiro |
|  | Brésil                   | 1ap (3)                    |           |                        | 4 juillet à Fortaleza  | 4 juillet à Fortaleza |   |  | 8 juillet à Belo Horizonte | 8 juillet à Belo Horizonte |  |  | 13 juillet à Rio de Janeiro | 13 juillet à Rio de Janeiro |
|  | Brésil                   | 1ap (3)                    |           |                        | 4 juillet à Fortaleza  | 4 juillet à Fortaleza |   |  | 8 juillet à Belo Horizonte | 8 juillet à Belo Horizonte |  |  | 13 juillet à Rio de Janeiro | 13 juillet à Rio de Janeiro |
|  | Chili                    | 1 tab(2)                   |           |                        | 4 juillet à Fortaleza  | 4 juillet à Fortaleza |   |  | 8 juillet à Belo Horizonte | 8 juillet à Belo Horizonte |  |  | 13 juillet à Rio de Janeiro | 13 juillet à Rio de Janeiro |
|  | Chili                    | 1 tab(2)                   | Brésil    | 2                      |                        |                       |   |  | 8 juillet à Belo Horizonte | 8 juillet à Belo Horizonte |  |  | 13 juillet à Rio de Janeiro | 13 juillet à Rio de Janeiro |
|  | 28 juin à Rio de Janeiro |                            | Brésil    | 2                      |                        |                       |   |  | 8 juillet à Belo Horizonte | 8 juillet à Belo Horizonte |  |  | 13 juillet à Rio de Janeiro | 13 juillet à Rio de Janeiro |
|  |                          | Colombie                   | 1         |                        |                        |                       |   |  | 8 juillet à Belo Horizonte | 8 juillet à Belo Horizonte |  |  | 13 juillet à Rio de Janeiro | 13 juillet à Rio de Janeiro |
|  | Colombie                 | Colombie                   | 1         | 2                      |                        |                       |   |  | 8 juillet à Belo Horizonte | 8 juillet à Belo Horizonte |  |  | 13 juillet à Rio de Janeiro | 13 juillet à Rio de Janeiro |
|  | Colombie                 | 4 juillet à Rio de Janeiro |           | 2                      |                        |                       |   |  | 8 juillet à Belo Horizonte | 8 juillet à Belo Horizonte |  |  | 13 juillet à Rio de Janeiro | 13 juillet à Rio de Janeiro |
|  | Uruguay                  | 0                          |           |                        |                        |                       |   |  | 8 juillet à Belo Horizonte | 8 juillet à Belo Horizonte |  |  | 13 juillet à Rio de Janeiro | 13 juillet à Rio de Janeiro |
|  | Uruguay                  | 0                          | Brésil    | 1                      |                        |                       |   |  |                            |                            |  |  | 13 juillet à Rio de Janeiro | 13 juillet à Rio de Janeiro |
|  | 30 juin à Brasília       |                            | Brésil    | 1                      |                        |                       |   |  |                            |                            |  |  | 13 juillet à Rio de Janeiro | 13 juillet à Rio de Janeiro |
|  |                          | Allemagne                  | 7         |                        |                        |                       |   |  |                            |                            |  |  | 13 juillet à Rio de Janeiro | 13 juillet à Rio de Janeiro |
|  | France                   | Allemagne                  | 7         | 2                      |                        |                       |   |  |                            |                            |  |  | 13 juillet à Rio de Janeiro | 13 juillet à Rio de Janeiro |
|  | France                   | 9 juillet à São Paulo      |           | 2                      |                        |                       |   |  |                            |                            |  |  | 13 juillet à Rio de Janeiro | 13 juillet à Rio de Janeiro |
|  | Nigeria                  | 0                          |           |                        |                        |                       |   |  |                            |                            |  |  | 13 juillet à Rio de Janeiro | 13 juillet à Rio de Janeiro |
|  | Nigeria                  | 0                          | France    | 0                      |                        |                       |   |  |                            |                            |  |  | 13 juillet à Rio de Janeiro | 13 juillet à Rio de Janeiro |
|  | 30 juin à Porto Alegre   |                            | France    | 0                      |                        |                       |   |  |                            |                            |  |  | 13 juillet à Rio de Janeiro | 13 juillet à Rio de Janeiro |
|  |                          | Allemagne                  | 1         |                        |                        |                       |   |  |                            |                            |  |  | 13 juillet à Rio de Janeiro | 13 juillet à Rio de Janeiro |
|  | Allemagne                | Allemagne                  | 1         | 2 ap                   |                        |                       |   |  |                            |                            |  |  | 13 juillet à Rio de Janeiro | 13 juillet à Rio de Janeiro |
|  | Allemagne                | 5 juillet à Salvador       |           | 2 ap                   |                        |                       |   |  |                            |                            |  |  | 13 juillet à Rio de Janeiro | 13 juillet à Rio de Janeiro |
|  | Algérie                  | 1                          |           |                        |                        |                       |   |  |                            |                            |  |  | 13 juillet à Rio de Janeiro | 13 juillet à Rio de Janeiro |
|  | Algérie                  | 1                          | Allemagne | 1 ap                   |                        |                       |   |  |                            |                            |  |  |                             |                             |
|  | 29 juin à Fortaleza      |                            | Allemagne | 1 ap                   |                        |                       |   |  |                            |                            |  |  |                             |                             |
|  |                          | Argentine                  | 0         |                        |                        |                       |   |  |                            |                            |  |  |                             |                             |
|  | Pays-Bas                 | Argentine                  | 0         | 2                      |                        |                       |   |  |                            |                            |  |  |                             |                             |
|  | Pays-Bas                 |                            |           | 2                      |                        |                       |   |  |                            |                            |  |  |                             |                             |
|  | Mexique                  | 1                          |           |                        |                        |                       |   |  |                            |                            |  |  |                             |                             |
|  | Mexique                  | 1                          | Pays-Bas  | 0ap (4)                |                        |                       |   |  |                            |                            |  |  |                             |                             |
|  | 29 juin à Recife         |                            | Pays-Bas  | 0ap (4)                |                        |                       |   |  |                            |                            |  |  |                             |                             |
|  |                          | Costa Rica                 | 0 tab(3)  |                        |                        |                       |   |  |                            |                            |  |  |                             |                             |
|  | Costa Rica               | Costa Rica                 | 0 tab(3)  | 1ap (5)                |                        |                       |   |  |                            |                            |  |  |                             |                             |
|  | Costa Rica               | 5 juillet à Brasília       |           | 1ap (5)                |                        |                       |   |  |                            |                            |  |  |                             |                             |
|  | Grèce                    | 1 tab(3)                   |           |                        |                        |                       |   |  |                            |                            |  |  |                             |                             |
|  | Grèce                    | 1 tab(3)                   | Pays-Bas  | 0ap (2)                |                        |                       |   |  |                            |                            |  |  |                             |                             |
|  | 1er juillet à São Paulo  |                            | Pays-Bas  | 0ap (2)                |                        |                       |   |  |                            |                            |  |  |                             |                             |
|  |                          | Argentine                  | 0 tab(4)  |                        |                        |                       |   |  |                            |                            |  |  |                             |                             |
|  | Argentine                | Argentine                  | 0 tab(4)  | 1 ap                   |                        |                       |   |  |                            |                            |  |  |                             |                             |
|  | Argentine                |                            |           | 1 ap                   |                        |                       |   |  |                            |                            |  |  |                             |                             |
|  | Suisse                   | 0                          |           | Match pour la 3e place | Match pour la 3e place |                       |   |  |                            |                            |  |  |                             |                             |
|  | Suisse                   | 0                          | Argentine | Match pour la 3e place | Match pour la 3e place | 1                     |   |  |                            |                            |  |  |                             |                             |
|  | 1er juillet à Salvador   | 1er juillet à Salvador     | Argentine | 12 juillet à Brasília  | 12 juillet à Brasília  | 1                     |   |  |                            |                            |  |  |                             |                             |
|  | 1er juillet à Salvador   | 1er juillet à Salvador     |           | 12 juillet à Brasília  | 12 juillet à Brasília  | Belgique              | 0 |  |                            |                            |  |  |                             |                             |
|  | Belgique                 | 2 ap                       | Brésil    | 0                      |                        | Belgique              | 0 |  |                            |                            |  |  |                             |                             |
|  | Belgique                 | 2 ap                       | Brésil    | 0                      |                        |                       |   |  |                            |                            |  |  |                             |                             |
|  | États-Unis               | 1                          |           | Pays-Bas               | 3                      |                       |   |  |                            |                            |  |  |                             |                             |
|  | États-Unis               | 1                          |           | Pays-Bas               | 3                      |                       |   |  |                            |                            |  |  |                             |                             |

### Classement mondial FIFA
| Classement | Équipe    | Score total (déc. 2014) | Points précédents (déc. 2013) | Évolution | Position        |
| ---------- | --------- | ----------------------- | ----------------------------- | --------- | --------------- |
| 1          | Allemagne | 1 725                   | 1 318                         | +407      | en augmentation |
| 2          | Argentine | 1 538                   | 1 251                         | +287      | en augmentation |
| 3          | Colombie  | 1 450                   | 1 200                         | +250      | en augmentation |
| 4          | Belgique  | 1 417                   | 1 098                         | +319      | en augmentation |
| 5          | Pays-Bas  | 1 374                   | 1 106                         | +268      | en augmentation |

Source : FIFA.

## Les matchs
| Match amical                                                 | Belgique                      | 2 - 2   | Côte d'Ivoire             | Stade Roi Baudouin Laeken, Belgique            |                                                |
| 5 mars 2014 · 20:45 heure locale · Historique des rencontres | Fellaini 19e · Nainggolan 52e | (1 – 0) | Drogba 75e · Gradel 90+3e | Spectateurs : 45 000 Arbitrage : Damir Skomina | Spectateurs : 45 000 Arbitrage : Damir Skomina |
| 5 mars 2014 · 20:45 heure locale · Historique des rencontres | Rapport (RBFA) Rapport        |         |                           | Spectateurs : 45 000 Arbitrage : Damir Skomina | Spectateurs : 45 000 Arbitrage : Damir Skomina |

Note : Première rencontre officielle entre les deux nations.
| Match amical                                                 | Belgique                                       | 5 - 1   | Luxembourg  | Cristal Arena Genk, Belgique                      |                                                   |
| 26 mai 2014 · 20:45 heure locale · Historique des rencontres | Lukaku 3e 23e 54e · Chadli 71e · De Bruyne 90e | (2 – 1) | Joachim 13e | Spectateurs : 25 956 Arbitrage : Tom Harald Hagen | Spectateurs : 25 956 Arbitrage : Tom Harald Hagen |
| 26 mai 2014 · 20:45 heure locale · Historique des rencontres | Rapport (RBFA) Rapport                         |         |             | Spectateurs : 25 956 Arbitrage : Tom Harald Hagen | Spectateurs : 25 956 Arbitrage : Tom Harald Hagen |

Note : La FIFA a déclassé et requalifié cette rencontre comme match d’entraînement le 3 juin 2014 car la Belgique a effectué 7 remplacements au lieu des 6 autorisés lors de rencontres amicales.
| Match amical                                                   | Suède                  | 0 - 2   | Belgique                | Friends Arena Solna, Suède                        |                                                   |
| 1er juin 2014 · 20:30 heure locale · Historique des rencontres |                        | (0 – 1) | Lukaku 34e · Hazard 78e | Spectateurs : 24 732 Arbitrage : Mark Clattenburg | Spectateurs : 24 732 Arbitrage : Mark Clattenburg |
| 1er juin 2014 · 20:30 heure locale · Historique des rencontres | Rapport (RBFA) Rapport |         |                         | Spectateurs : 24 732 Arbitrage : Mark Clattenburg | Spectateurs : 24 732 Arbitrage : Mark Clattenburg |

| Match amical                                                 | Belgique    | 1 - 0                  | Tunisie        | Stade Roi Baudouin Laeken, Belgique            |                                                |
| 7 juin 2014 · 20:45 heure locale · Historique des rencontres | Mertens 89e | (0 – 0)                |                | Spectateurs : 41 349 Arbitrage : Viktor Kassai | Spectateurs : 41 349 Arbitrage : Viktor Kassai |
| 7 juin 2014 · 20:45 heure locale · Historique des rencontres |             | Rapport (RBFA) Rapport | Jemâa 45e, 63e | Spectateurs : 41 349 Arbitrage : Viktor Kassai | Spectateurs : 41 349 Arbitrage : Viktor Kassai |

Note : La rencontre fut interrompue pendant près de 45 minutes à cause d'une violente averse de grêlons de la taille de balles de golf ou de tennis de table.
| Coupe du monde 2014 Premier tour - Groupe H                   | Belgique                      | 2 - 1   | Algérie             | Mineirão Belo Horizonte, Brésil                  |                                                  |
| 17 juin 2014 · 13:00 heure locale · Historique des rencontres | Fellaini 70e · Mertens 80e    | (0 – 1) | Feghouli 25e (pen.) | Spectateurs : 56 800 Arbitrage : Marco Rodríguez | Spectateurs : 56 800 Arbitrage : Marco Rodríguez |
| 17 juin 2014 · 13:00 heure locale · Historique des rencontres | Rapport (FIFA) Rapport (RBFA) |         |                     | Spectateurs : 56 800 Arbitrage : Marco Rodríguez | Spectateurs : 56 800 Arbitrage : Marco Rodríguez |

| Coupe du monde 2014 Premier tour - Groupe H                   | Belgique                      | 1 - 0   | Russie | Stade Maracanã Rio de Janeiro, Brésil        |                                              |
| 22 juin 2014 · 13:00 heure locale · Historique des rencontres | Origi 88e                     | (0 – 0) |        | Spectateurs : 73 819 Arbitrage : Felix Brych | Spectateurs : 73 819 Arbitrage : Felix Brych |
| 22 juin 2014 · 13:00 heure locale · Historique des rencontres | Rapport (FIFA) Rapport (RBFA) |         |        | Spectateurs : 73 819 Arbitrage : Felix Brych | Spectateurs : 73 819 Arbitrage : Felix Brych |

| Coupe du monde 2014 Premier tour - Groupe H                   | Corée du Sud | 0 - 1                         | Belgique       | Arena Corinthians São Paulo, Brésil           |                                               |
| 26 juin 2014 · 17:00 heure locale · Historique des rencontres |              | (0 – 0)                       | Vertonghen 78e | Spectateurs : 61 397 Arbitrage : Ben Williams | Spectateurs : 61 397 Arbitrage : Ben Williams |
| 26 juin 2014 · 17:00 heure locale · Historique des rencontres |              | Rapport (FIFA) Rapport (RBFA) | Defour 45e     | Spectateurs : 61 397 Arbitrage : Ben Williams | Spectateurs : 61 397 Arbitrage : Ben Williams |

| Coupe du monde 2014 Huitièmes de finale                           | Belgique                      | 2 - 1 a. p.           | États-Unis | Itaipava Arena Fonte Nova Salvador de Bahia, Brésil |                                                  |
| 1er juillet 2014 · 17:00 heure locale · Historique des rencontres | De Bruyne 93e · Lukaku 105e   | (0 – 0, 0 – 0, 2 – 0) | Green 107e | Spectateurs : 51 227 Arbitrage : Djamel Haimoudi    | Spectateurs : 51 227 Arbitrage : Djamel Haimoudi |
| 1er juillet 2014 · 17:00 heure locale · Historique des rencontres | Rapport (FIFA) Rapport (RBFA) |                       |            | Spectateurs : 51 227 Arbitrage : Djamel Haimoudi    | Spectateurs : 51 227 Arbitrage : Djamel Haimoudi |

| Coupe du monde 2014 Quarts de finale                            | Argentine                     | 1 - 0   | Belgique | Stade Mané Garrincha Brasilia, Brésil           |                                                 |
| 5 juillet 2014 · 13:00 heure locale · Historique des rencontres | Higuaín 8e                    | (1 – 0) |          | Spectateurs : 68 551 Arbitrage : Nicola Rizzoli | Spectateurs : 68 551 Arbitrage : Nicola Rizzoli |
| 5 juillet 2014 · 13:00 heure locale · Historique des rencontres | Rapport (FIFA) Rapport (RBFA) |         |          | Spectateurs : 68 551 Arbitrage : Nicola Rizzoli | Spectateurs : 68 551 Arbitrage : Nicola Rizzoli |

| Match amical                                                      | Belgique                 | 2 - 0   | Australie | Stade Maurice Dufrasne Liège, Belgique          |                                                 |
| 4 septembre 2014 · 20:45 heure locale · Historique des rencontres | Mertens 18e · Witsel 77e | (1 – 0) |           | Spectateurs : 16 850 Arbitrage : Michael Oliver | Spectateurs : 16 850 Arbitrage : Michael Oliver |
| 4 septembre 2014 · 20:45 heure locale · Historique des rencontres | Rapport (RBFA) Rapport   |         |           | Spectateurs : 16 850 Arbitrage : Michael Oliver | Spectateurs : 16 850 Arbitrage : Michael Oliver |

Note : Première rencontre officielle entre les deux nations.
| Championnat d'Europe 2016 Éliminatoires - Groupe B               | Belgique                                                            | 6 - 0   | Andorre | Stade Roi Baudouin Laeken, Belgique                |                                                    |
| 10 octobre 2014 · 20:45 heure locale · Historique des rencontres | De Bruyne 31e (pen.) 34e · Chadli 37e · Origi 59e · Mertens 65e 68e | (3 – 0) |         | Spectateurs : 45 409 Arbitrage : Serhiy Boyko (en) | Spectateurs : 45 409 Arbitrage : Serhiy Boyko (en) |
| 10 octobre 2014 · 20:45 heure locale · Historique des rencontres | Rapport (UEFA) Rapport (RBFA)                                       |         |         | Spectateurs : 45 409 Arbitrage : Serhiy Boyko (en) | Spectateurs : 45 409 Arbitrage : Serhiy Boyko (en) |

| Championnat d'Europe 2016 Éliminatoires - Groupe B               | Bosnie-Herzégovine            | 1 - 1   | Belgique       | Stade Bilino-Polje Zenica, Bosnie-Herzégovine |                                             |
| 13 octobre 2014 · 20:45 heure locale · Historique des rencontres | Džeko 28e                     | (1 – 0) | Nainggolan 51e | Spectateurs : 12 070 Arbitrage : Luca Banti   | Spectateurs : 12 070 Arbitrage : Luca Banti |
| 13 octobre 2014 · 20:45 heure locale · Historique des rencontres | Rapport (UEFA) Rapport (RBFA) |         |                | Spectateurs : 12 070 Arbitrage : Luca Banti   | Spectateurs : 12 070 Arbitrage : Luca Banti |

| Match amical                                                      | Belgique                               | 3 - 1   | Islande         | Stade Roi Baudouin Laeken, Belgique             |                                                 |
| 12 novembre 2014 · 20:45 heure locale · Historique des rencontres | Lombaerts 11e · Origi 62e · Lukaku 73e | (1 – 1) | Finnbogason 13e | Spectateurs : 22 163 Arbitrage : Antony Gautier | Spectateurs : 22 163 Arbitrage : Antony Gautier |
| 12 novembre 2014 · 20:45 heure locale · Historique des rencontres | Rapport (RBFA) Rapport                 |         |                 | Spectateurs : 22 163 Arbitrage : Antony Gautier | Spectateurs : 22 163 Arbitrage : Antony Gautier |

| Championnat d'Europe 2016 Éliminatoires - Groupe B                | Belgique                      | 0 - 0   | Pays de Galles | Stade Roi Baudouin Laeken, Belgique             |                                                 |
| 16 novembre 2014 · 18:00 heure locale · Historique des rencontres |                               | (0 – 0) |                | Spectateurs : 41 535 Arbitrage : Pavel Královec | Spectateurs : 41 535 Arbitrage : Pavel Královec |
| 16 novembre 2014 · 18:00 heure locale · Historique des rencontres | Rapport (UEFA) Rapport (RBFA) |         |                | Spectateurs : 41 535 Arbitrage : Pavel Královec | Spectateurs : 41 535 Arbitrage : Pavel Královec |

## Les joueurs
| Joueurs              | Joueurs                  | Amical | Amical | Amical | Amical    | CM 2014 | CM 2014 | CM 2014 | CM 2014 | CM 2014 | Amical | QCE 2016 | QCE 2016 | Amical | QCE 2016 |
| -------------------- | ------------------------ | ------ | ------ | ------ | --------- | ------- | ------- | ------- | ------- | ------- | ------ | -------- | -------- | ------ | -------- |
| Gardiens de but      |                          |        |        |        |           |         |         |         |         |         |        |          |          |        |          |
| Thibaut Courtois     | Atlético Madrid          | 90     |        | 90     | 90        | 90      | 90      | 90      | 120     | 90      | 90     | 90       | 90       | 90     | 90       |
| Simon Mignolet       | Liverpool                | r      | r      | r      | r         | r       | r       | r       | r       | r       | r      | r        | r        | r      | r        |
| Koen Casteels        | TSG 1899 Hoffenheim      | r      |        |        |           |         |         |         |         |         |        |          |          |        |          |
| Sammy Bossut         | SV Zulte Waregem         |        | 90,    | r      | r         | r       | r       | r       | r       | r       |        |          |          |        |          |
| Thomas Kaminski      | RSC Anderlecht           |        | r      |        |           |         |         |         |         |         |        |          |          |        |          |
| Jean-François Gillet | Torino FC                |        |        |        |           |         |         |         |         |         | r      | r        | r        | r      | r        |
| Défenseurs           |                          |        |        |        |           |         |         |         |         |         |        |          |          |        |          |
| Toby Alderweireld    | Atlético Madrid          | 46e    | 46e    | 90     | 46e       | 90      | 90 73e  | r       | 120     | 90 68e  | 90     | 90       | 90       | 90     | 90       |
| Daniel Van Buyten    | Bayern Munich            | 46e    | 46e    | 90     | 90        | 90      | 90      | 90      | 120     | 90      |        |          |          |        |          |
| Vincent Kompany      | Manchester City          | 90     | 46e    | 90     | 90        | 90      | 90      |         | 120 42e | 90      | 90     | 56e      | 90 87e   |        |          |
| Jan Vertonghen       | Tottenham Hotspur        | 83e    | 77e    | r      | 90 45e    | 90 24e  | 31e     | 90      | 120     | 90      | 89e    | 90       | 90       | 90     | 90       |
| Sébastien Pocognoli  | Hanovre 96               | 83e    |        |        |           |         |         |         |         |         |        | 56e      | r        |        |          |
| Anthony Vanden Borre | RSC Anderlecht           | 46e    | 46e    | r      | 46e       | r       | r       | 90      |         |         |        |          |          | 66e    | 90       |
| Nicolas Lombaerts    | Zénith Saint-Pétersbourg | 46e    | 77e    | r      | r         | r       | r       | 90      | r       | r       | 78e    | 90       | 90       | 90     | 90       |
| Laurent Ciman        | Standard de Liège        | r      | r      | r      | r         | r       | r       | r       | r       | r       | 78e    | r        | r        |        | r        |
| Thomas Vermaelen     | Arsenal                  |        | 90     | 90     | r         | r       | 31e     |         | r       | r       |        |          |          |        |          |
| Guillaume Gillet     | SC Bastia                |        |        |        |           |         |         |         |         |         | 89e    |          |          |        |          |
| Jordan Lukaku        | KV Ostende               |        |        |        |           |         |         |         |         |         | r      |          |          |        |          |
| Jelle Van Damme      | Standard de Liège        |        |        |        |           |         |         |         |         |         |        | r        | r        |        |          |
| Jason Denayer        | Celtic Glasgow           |        |        |        |           |         |         |         |         |         |        | r        | r        | r      | r        |
| Thomas Meunier       | Club Bruges KV           |        |        |        |           |         |         |         |         |         |        |          |          | 66e    | r        |
| Laurens De Bock      | Club Bruges KV           |        |        |        |           |         |         |         |         |         |        |          |          | r      | r        |
| Milieux              |                          |        |        |        |           |         |         |         |         |         |        |          |          |        |          |
| Marouane Fellaini    | Manchester United        | 46e    | 90     | 79e    | 46e       | 65e     | 90      | 90      | 120     | 90      |        | 61e      | 78e      | 90     | 90       |
| Kevin De Bruyne      | VfL Wolfsbourg           | 90     | 90     | 90     | r         | 90      | 90      | r       | 120     | 90      | 90     | 90       | 90       | r      | 90       |
| Axel Witsel          | Zénith Saint-Pétersbourg | 90 48e | 46e    | 90     | 90+2e     | 90      | 90 54e  | r       | 120     | 90      | 90     |          |          | 90     | 90       |
| Radja Nainggolan     | AS Roma                  | 46e    |        |        |           |         |         |         |         |         | 63e    | 90       | 90       | r      | r        |
| Timmy Simons         | Club Bruges KV           | r      |        |        |           |         |         |         |         |         |        |          |          |        |          |
| Mousa Dembélé        | Tottenham Hotspur        | r      | r      | 90     | 90        | 65e     | r       | 90 50e  | r       | r       | 81e    | r        | r        | 46e    | r        |
| Nacer Chadli         | Tottenham Hotspur        | r      | 46e    | 68e    | 62e       | 46e     | r       | r       | 111e    | 75e     | 63e    | 61e      | r        | r      | 62e      |
| Steven Defour        | FC Porto                 |        | 46e    | r      | 90        | r       | r       | 45e     |         | r       | 63e    | 90       | 78e      |        |          |
| Yannick Carrasco     | AS Monaco                |        |        |        |           |         |         |         |         |         | r      | r        | r        |        |          |
| Thorgan Hazard       | Borussia Mönchengladbach |        |        |        |           |         |         |         |         |         | r      |          |          |        |          |
| Dennis Praet         | RSC Anderlecht           |        |        |        |           |         |         |         |         |         |        |          |          | 76e    |          |
| Attaquants           |                          |        |        |        |           |         |         |         |         |         |        |          |          |        |          |
| Dries Mertens        | SSC Naples               | 90     | r      | 68e    | 46e 90+1e | 46e     | 75e     | 90      | 60e     | 60e     | 63e    | 90       | 57e      | 63e    | 73e 89e  |
| Kevin Mirallas       | Everton                  | 63e    | 46e    | r      | 62e       | r       | 75e     | 90      | 60e     | 60e     | 62e    |          |          |        |          |
| Christian Benteke    | Aston Villa              | 74e    |        |        |           |         |         |         |         |         |        |          |          | 76e    | 62e      |
| Eden Hazard          | Chelsea                  | 63e    | 46e    | 79e    | 74e       | 90      | 90      | r       | 111e    | 75e 53e |        |          | 90       | 46e    | 90       |
| Romelu Lukaku        | Everton                  | 74e    | 61e    | 74e    | 62e 90+2e | 58e     | 57e     | r       | 91e     | 59e     |        | 66e      | 57e      | 46e    | r        |
| Divock Origi         | Lille OSC                |        | 61e    | 74e    | 62e       | 58e     | 57e     | r       | 91e     | 59e     | 81e    | 66e      | 90       | 46e    | 73e      |
| Adnan Januzaj        | Manchester United        |        | 46e    | r      | 74e       | r       | r       | 90      | r       | r       | 62e    | r        | r        | 63e    | 89e      |

Un « r » indique un joueur qui était parmi les remplaçants mais qui n'est pas monté au jeu.
1. 1 2 3 4  Première sélection officielle pour le joueur.
2. 1 2 3  Dernière sélection officielle pour le joueur.
3. 1 2  Premier but officiel pour le joueur.

## Aspects socio-économiques

### Audiences télévisuelles
| Jour de diffusion | Match                         | Compétition          | Diffuseur francophone | Téléspectateurs | Part d'audience | Diffuseur néerlandophone | Téléspectateurs | Part d'audience |
| ----------------- | ----------------------------- | -------------------- | --------------------- | --------------- | --------------- | ------------------------ | --------------- | --------------- |
| 5 mars 2014       | Belgique - Côte d'Ivoire      | Amical               | Club RTL              | 632 504         | 34,8%           | Canvas                   | 1 150 455       | 40,3%           |
| 26 mai 2014       | Belgique - Luxembourg         | Amical               | Club RTL              | 629 116         | 34,2%           | Canvas                   | 991 242         | 35,0%           |
| 1er juin 2014     | Suède - Belgique              | Amical               | La Une                | 784 041         | 43,6%           | VTM                      | 1 249 503       | 45,7%           |
| 7 juin 2014       | Belgique - Tunisie            | Amical               | RTL TVI               | 724 694         | 54,0%           | Canvas                   | 1 037 934       | 52,2%           |
| 17 juin 2014      | Belgique - Algérie            | Coupe du monde       | La Une                | 1 493 106       | 74,6%           | Canvas                   | 2 193 395       | 79,1%           |
| 22 juin 2014      | Belgique - Russie             | Coupe du monde       | La Une                | 1 563 718       | 82,7%           | Canvas                   | 2 192 526       | 80,3%           |
| 26 juin 2014      | Corée du Sud - Belgique       | Coupe du monde       | La Une                | 1 558 662       | 80,5%           | Canvas                   | 2 276 672       | 81,2%           |
| 1er juillet 2014  | Belgique - États-Unis         | Coupe du monde       | La Une                | 1 659 794       | 83,6%           | Canvas                   | 2 372 756       | 84,1%           |
| 5 juillet 2014    | Argentine - Belgique          | Coupe du monde       | La Une                | 1 432 509       | 81,2%           | Canvas                   | 1 938 618       | 83,1%           |
| 4 septembre 2014  | Belgique - Australie          | Amical               | La Une                | 585 134         | 36,7%           | Één                      | 965 445         | 38,3%           |
| 10 octobre 2014   | Belgique - Andorre            | Championnat d'Europe | La Une                | 706 879         | 41,1%           | Één                      | 1 281 259       | 48,0%           |
| 13 octobre 2014   | Bosnie-Herzégovine - Belgique | Championnat d'Europe | La Une                | 892 992         | 43,2%           | Één                      | 1 518 870       | 50,8%           |
| 12 novembre 2014  | Belgique - Islande            | Amical               | La Une                | n.c.            | n.c.            | Één                      | 821 587         | n.c.            |
| 16 novembre 2014  | Belgique - Pays de Galles     | Championnat d'Europe | La Une                | n.c.            | n.c.            | Één                      | n.c.            | n.c.            |

Source : CIM.

## Sources

### Statistiques
1. ↑  « CLASSEMENT MASCULIN », sur fifa.com, FIFA, 18 décembre 2014 (consulté le 10 juillet 2021)
2. ↑  (nl) « Kijkcijfers: woensdag 12 november 2014 », sur tvvisie.be, 13 novembre 2014 (consulté le 10 juillet 2021)
3. ↑  « RÉSULTATS PUBLICS », sur cim.be, CIM